# Szürke elénia
A szürke elénia (Myiopagis caniceps) a madarak (Aves) osztályának verébalakúak (Passeriformes) rendjébe és a királygébicsfélék (Tyrannidae) családjába tartozó faj.

## Rendszerezése
A fajt William John Swainson angol ornitológus írta le 1835-ben, a Tyrannula nembe Tyrannula caniceps néven, innen sorolták át.

## Alfajai
- Myiopagis caniceps absita (Wetmore, 1963)
- Myiopagis caniceps caniceps (Swainson, 1835)
- Myiopagis caniceps cinerea (Pelzeln, 1868)[2] vagy Myiopagis cinerea[1]
- Myiopagis caniceps parambae (Hellmayr, 1904)[2] vagy Myiopagis parambae[1]

## Előfordulása
Argentína, Bolívia, Brazília és Paraguay területén honos. Természetes élőhelyei a szubtrópusi és trópusi síkvidéki esőerdők és mocsári erdők. Vonuló faj.

## Megjelenése
Testhossza 13 centiméter, testtömege 10-11 gramm.
|  |

## Életmódja
Rovarokkal és kisebb gyümölcsökkel táplálkozik.

## Természetvédelmi helyzete
Az elterjedési területe rendkívül nagy, egyedszáma viszont csökken, de még nem éri el a kritikus szintet. A Természetvédelmi Világszövetség Vörös listáján nem fenyegetett fajként szerepel.